# هدکورن
هدکورن (به انگلیسی: Headcorn) یک روستا و محله مدنی در بریتانیا است که در Maidstone واقع شده‌است. هدکورن ۳٬۲۴۱ نفر جمعیت دارد.